# ويليام تروست-إيكونغ
ويليام تروست-إيكونغ (بالإنجليزية: William Troost-Ekong)‏ (مواليد 1 سبتمبر 1993) هو لاعب كرة قدم نيجيري يلعب في مركز قلب الدفاع لنادي باوك في الدوري اليوناني ومنتخب نيجيريا لكرة القدم.

## الجوائز
- جائزة أفضل لاعب في كأس أفريقيا للأمم 2024.[4]

## وصلات خارجية
- ويليام تروست-إيكونغ على موقع الاتحاد الأوربي (الإنجليزية)
- ويليام تروست-إيكونغ على موقع اتحاد تركيا (لاعب) (الإنجليزية)
- ويليام تروست-إيكونغ على موقع قاعدة بيانات كرة القدم.إي يو (الإنجليزية)
- ويليام تروست-إيكونغ على موقع ناشيونال فوتبول تيمز (الإنجليزية)
- ويليام تروست-إيكونغ على موقع Soccerbase.com (لاعب) (الإنجليزية)
- ويليام تروست-إيكونغ على موقع Soccerway.com (الإنجليزية)
- ويليام تروست-إيكونغ على موقع عالم كرة القدم.نت (الإنجليزية)
- ويليام تروست-إيكونغ على موقع أوليمبيديا (الإنجليزية)
- ويليام تروست-إيكونغ على موقع AS.com (الإسبانية)